# インテレクチュアル・ベンチャーズ
インテレクチュアル・ベンチャーズ（Intellectual Ventures, IV）はアメリカ合衆国のプライヴェート・カンパニーである。同社は特許に関する取引を主たる事業としており、米国の特許権者の内、2011年時点での保有数上位5位に入っていることで有名である。同社のビジネスモデルは巨大特許ポートフォリオの開拓、及び、それらの特許権の他者へのライセンス事業に集約されている。対外的には、同社は大企業（コーポレーション）と対峙する小規模発明家の支援をその主要な事業目標に掲げているが、実際は大企業からの多額の特許権ライセンス料と特許権侵害請求による訴訟から収益を得るという側面を持っている。これに対する批判は少なく無く、一部には同社をパテント・トロールとみなす発言もある。同社の従業員は弁理士、物理学者、技術者・工学者、及び生物工学者が多くを占めるとされる。

## 企業概観
IVは、マイクロソフト元社員のネイサン・ミーアヴォルドとエドワード・ジョン（Edward Jung）、及びインテルのピーター・デトキン、そしてシアトルに拠点を構えるロー・ファームであるパーキンス・コーイーの弁護士、グレゴリー・ゴーダー（Gregory Gorder）が2000年にプライヴェート・パートナーシップ（private partnership）として立ち上げた企業である。報道によると、彼らは総額で50億ドルを超える資金調達に成功している。出資者には、マイクロソフト、インテル、ソニー、ノキア、Apple、Google、SAPアーゲー、nvidia、及びeBayといった巨大企業に加え、Charles River Venturesなどのベンチャーキャピタルも加わっている。報じられている統計によれば、購入済み特許及び特許出願件数の総数は30,000件を超えており、2000件を超える自社開発の発明を持つ。また投資及びロイヤルティーを通じて特許ライセンスを得ている。

## 投資ファンド
同社は次の3つの投資ファンドを運営している。
- Investment Science Fund（「科学投資ファンド」）
- Invention Development Fund（「発明開発ファンド」）
- Invention Investment Fund（「発明投資ファンド」）

## Intellectual Ventures Lab
2009年、同社は"Intellectual Ventures Lab"というプロトタイプ開発及び研究用ラボラトリを立ち上げた。のちに発明開発のために著名な科学者を雇用しており、MITのロバート・ランガー、Institute for Systems Biologyのリロイ・フッド、ハーバード大学医学部のエド・ハーロウ（Ed Harlow）、Applied Mindsのダニー・ヒルズ、インペリアル・カレッジのサー・ジョン・ペンドリー（Sir John Pendry）、及びLLNLのミュリエル・Y・イシカワらが同ラボに所属している。サンデー・タイムズが報じたところによると、同社はワクチン研究分野や光コンピューティング分野など幅広い研究分野に渡り年間約450件の特許出願を行っており、2010年5月時点でうち91件の特許権が認められた。自社開発の発明も保持しており、例を挙げると、ウラン廃棄物、または、自然界に豊富に存在し放射線リスクが比較的小さいトリウムを核燃料として利用可能な、従来より安全な原子炉の設計（これは進行波原子炉（traveling wave reactor）と呼ばれる）、「SDI・スター・ウォーズ・テクノロジー」を利用し蚊を死滅させるレーザー、及びモンテカルロ・シミュレーションを応用したコンピュータ・モデリングによるマラリアの感染地域及び時期の予想などである。
社会における様々な現象や環境問題などについて経済学的視点による鋭い指摘を加えた書籍、スーパーフリーコノミクス（日本語翻訳版 『超ヤバい経済学』）が2009年に刊行された。同書は同ラボの特許取得済みのテクノロジーを用いたいくつかの問題解決策を取り上げており、例えば、火山噴火直後の噴煙を利用して光を遮り、気候を人工的に作り変えることで、気候変動がもたらす全世界規模での問題を解決する、または低減するための彼らの技術開発の取り組みを紹介している。のちに同書を通じてメディアも頻繁に彼らの活動を報じるようになった。同書の第5章に書かれているもう一つの地球温暖化対策は、ネイサンの企業による特許取得済みの技術を基に、成層圏硫酸塩エアロゾル（stratospheric sulfate aerosols）を用いた地球工学技術により気候変動の世界規模での制御を可能にする取り組みである。仕組みを平たく述べると、成層圏に大量の亜硫酸ガスを放出して、「ストレイトーシールド」（stratoshield）という気体層を作り、太陽光線の一部を反射させることで人工的に地球薄暮化を起こさせる、というものである。とはいえ亜硫酸ガスは呼吸器への悪影響をもたらすため、このことが物議を醸した。CO2排出削減の代替案として採り上げるこれら地球工学技術に関する説明を含め、一部の経済学者や気候科学の専門家は、この第5章には誤解を招く記述や疑わしい論拠が多数見受けられると述べ非難している。ポール・クルーグマン、ブラッド・デロングといった経済学者や、ザ・ガーディアン、ジ・エコノミストといったメディアがその代表的な例である。ザ・ニューヨーカー誌の科学記事担当記者で地球温暖化に関する記事を多数手掛けたエリザベス・コルバートは、「地球温暖化問題をテーマに彼ら（著者のレヴィットとダブナー）が述べたことは、実のところ正しくない」と強く主張している。これに対し、レヴィット（Levitt）とダブナー（Dubner）は彼らの前著フリーコノミクス、（この環境問題が）避けられない終末を迎える、という誇張された主張に対し警鐘を鳴らす。そのような主張をする代わりに、彼らは地球温暖化の潜在的問題に正面から取り組むためのより新しい、または注目される他の解決策に関心を寄せようと期待する。
2009年3月、IVは発明創出、並びに発明及び特許がもたらす市場開拓を推進するために、アジア地域における著名な科学者及び学会との提携を見据え、中華人民共和国、インド、日本、大韓民国、及びシンガポールに事業を拡大する旨の発表を行った。

## 批判
IVは、プレス・リリースにて、例えばTelcordiaやトランスメタといった企業が持つ特許ポートフォリオの一部または全てを買収した旨の発表を行うが、これら購入した特許に関する情報は大部分が明かされていない。独自取材を行ったジャーナリストは、発明により得る利益よりもむしろ既に存在する発明に関する特許権侵害訴訟及び特許ライセンス事業から得る収入の方が同社の収益の多くを占めていると示唆している。2006年、当時のHPのCTO、シェーン・ロビソン（Shane Robison）らは、IVがパテント・トロールであると主張しており、特許を製品開発の足がかりにするのではなく、多数の企業からライセンス料を巻き上げることを目的として特許を収集している疑いがあると述べている。2008年の報道によると、ベライゾンとシスコが2億ドルから4億ドルもの資金を保証金として同社に支払っており、その後IVのポートフォリオへのアクセスが両社に開放された旨の指摘がなされている。
2010年12月8日、IVは複数の企業が同社の特許権を侵害したと主張し、「同社としては初の」訴訟提起を行った。ソフトウェア企業のチェック・ポイント、マカフィー、シマンテック、トレンドマイクロ、並びに、ハードウェア企業のエルピーダ、ハイニックス、アルテラ、ラティス及びマイクロセミが特許権を侵害したとの訴状をIVは裁判所に提出したのである。2011年7月末日にナショナル・パブリック・ラジオ（NPR）のニューズ・ポッドキャスト、Planet Moneyが放送した内容によると、IVはこれ以前の訴訟において、多数のシェル・カンパニー（shell company, 「休眠会社」）が実際の裁判手続を行ったことが明らかになっている。更にこの放送内容も含め、IVの起こした訴訟並びに同社の実態の全容が、NPRの人気ラジオ番組This American Life（TAL）の同月末日のエピソード、"When Patents Attack!"にて明らかになっている。このエピソードはソフトウェア特許及びその問題を特集した番組回であり、放送内容の多くはIVについてのものである。エピソードは、IVが特許における相互確証破壊を助長し兼ねない戦略に固執していることを告発する内容であり、放送中、Googleの元従業員でヴェンチャー・キャピタリストのクリス・サッカは次のようなコメントを述べている。大量の特許権を保持し、更に自社の名前を隠して代わりにペーパーカンパニーが権利行使するという事実をIVがひた隠しにしつつ、一方対外的には特許権侵害訴訟からの防衛事業をクライアントに持ち掛ける同社の言い分は、「マフィア紛いのゆすり」（"mafia style shakedown"）と何ら変わらないものであるという。彼はたとえ話として、ある日突然チンピラが遣って来て、「ここを焼け野原にされたくなければ金を寄越せ」と恐喝し、その後マフィアが遣って来て、チンピラとマフィアがはじめから結託していることを明かさずに「そんなゴロツキどもは追い払って遣りますよ、みかじめ料（membership fee）を払っていただければ」と語りかける、ようなものだと述べている。
IVの従業員らは、米国の特許政策に関して積極的にロビー活動を行い、また法廷でもそのことに関して有利な証言をしている。従業員らは、2010年春季時点では、訴訟を一切提起せずに「約10億ドル」を発明者に還元したのに加え、3億5千万ドルを個人発明家に、及び8億4千8百万ドルを複数の中小企業（small and medium size enterprises）にIVが特許権を購入することで支払った旨の報告を行っている。
IVが多数の独立発明家を支援すると主張する一方、IVと何らかの関係を持つ独立発明家らをTALが取材した結果、独立発明家を支援したとの証拠は只の一つも無い事が判明している。
同社は製品製造やサービス提供に一切使用しない特許を用いて、法的な権利行使を実施しており、調査報道に詳しいジャーナリストの一部、及び、企業家の一部は、これを「パテント・トロール行為」とみなしている。